# 7-Хлорокинуренска киселина
7-Хлорокинуренска киселина (7-CTKA) је антагонист NMDA рецептора са антидепресантским дејством на пацовима.